# Ottaviano
Ottaviano (històricament Octavià) és un municipi italià a la Ciutat metropolitana de Nàpols (regió de Campània). L'any 2024 tenia 23.243 habitants.